# 緑への歩み
『緑への歩み』（みどりへのあゆみ）は、テレビ神奈川（TVK→tvk）で1972年4月2日から2008年3月23日までの36年に亘って放送されていた農協（後のJA）の単独提供による農業広報番組である。

## 概要
- 神奈川県内の農業、農産物にスポットを当て、視聴者に実状をレポートするものだった。
- 当初はスタジオで進行するフィルム取材形式で、ENGが普及した1983年からはオールロケの紀行チックな構成となった。

## 放送時間
- 毎週日曜 11:30 - 12:00（1972年4月2日 - 1998年3月29日）
- 毎週日曜 9:00 - 9:30（1998年4月5日 - 2008年3月23日）

## 出演者
- 青山頼子（当時テレビ神奈川アナウンサー）
- 大野義和（当時テレビ神奈川アナウンサー）
- 西山千真
- 鹿野浩四郎（1983年 - 1997年）
- 野原美千子（1983年 - 1997年）
- 伍代参平（1997年 - 2002年）
- 草野ふみえ（1997年 - 2002年）
- 島村幸男（2002年 - 2008年）
- 石川亜美（2002年 - 2005年）
- 小穴薫（2005年 - 2007年）
- 石咲みゆき（2007年 - 2008年）

## 主題歌
- 『緑の街から』（ダ・カーポ）1997年にリアレンジされた。

## 提供
- 農協
  - 1992年4月にCI導入でJAとなってからも一貫して「農協」名義を使用。これは有力農協の三浦市農協がJAブランド使用を拒んでいたためだった。

## 備考
- 第1回の放送のVTRは現存していない。これは生放送だったためである。
- 放送年数36年・放送回数は1877回は、長らくテレビ神奈川史上最長だったが、2019年10月に『billboard TOP40』が更新した。
- 大晦日や正月3が日といった年末年始でも休まずに放送されていた。だが、1989年1月8日は日本テレビ制作の昭和天皇崩御の報道特別番組に差し替えられたため休止された。